# قائمة زملاء الجمعية الملكية المنتخبين في 1789
هذه الصفحة تعرض قائمة زملاء الجمعية الملكية المُنتخبين لعام 1789.

## الزملاء
- John Gillies (historian) [الإنجليزية]‏
- Samuel Goodenough [الإنجليزية]‏
- يوهان إليرت بودي
- كلود لوي برتوليه
- أبراهام بينيت
- Sampson Eardley, 1st Baron Eardley [الإنجليزية]‏
- بيير ميشان
- Ewald Friedrich von Hertzberg [الإنجليزية]‏
- دومينيك، كمت دي كاسيني
- إدوارد جينر
- أدريان ماري ليجاندر
- جورج شو
- كريستيان جوتلوب هاين
- هنري دوق كمبرلاند وستراثرن